# 寰州
寰州，五代时设置的州。
后唐天成元年（926年）以兴唐军置，治所在寰清县（即今山西省朔州市东）。辖境相当今山西省朔州市部分地。后晋时，为割让给契丹的燕云十六州之一。辽朝时省。